# Hervé Huguet
Hervé Huguet  (mort en mars 1436) est un ecclésiastique breton qui fut évêque de Saint-Brieuc de 1432 à 1436.

## Biographie
Hervé Huguet, issu de la famille du Bois-Robin, est conseiller ducal depuis 1407 et archidiacre du Désert depuis 1427 lorsqu'il est promu évêque en 1432. Il est l'un de trois prélats bretons avec l'évêque de Nantes le Cardinal Jean de Malestroit et Guillaume Brillet évêque de Rennes qui sont chargés en 1433 de faire lever un subside destiné au Concile de Bâle. Après sa mort le pape Eugène IV le remplace le 4 juillet 1436 par Olivier du Teillay transféré de l'évêché de Léon.

## Héraldique
Les armoiries de la famille bretonne de Bois-Robin étaient : d'or à trois bandes de gueules.